# فيرتسيولو
فيرتسيولو هيبلدية في مقاطعة كونيو في منطقة بيدمونت الإيطالية، وتقع على بعد نحو 66 كيلومتر (41 ميل) جنوب غرب تورينو ونحو 25 كيلومتر (16 ميل) شمال كونيو. في 31 ديسمبر 2004، كان عدد سكانها 6،379 نسمة ومساحتها 26.2 كيلومتر مربع (10.1 ميل2) 10.1.1).
تقع فيرتسيولو على حدود البلديات التالية: كوستيليولي سالوتسو، لانياسكو، مانتا، بانيو، بياسكو، سافيليانو، فيلافاليتو.

## مشاهير
من أهم الأشخاص المولودين في فيرتسيولو، أو الذين لديهم روابط وثيقة معها:
- جوزيبي سيكاردي - (فيرتسيولو، 3 أكتوبر 1802 - تورين، 29 أكتوبر 1857) رجل قانون وسياسي إيطالي.
- أليساندرا بواريللي - (تورين، 1838 - فيرزولو، 1908) متسلقة جبال إيطالية، وفي عام 1864، أصبحت أول امرأة تتسلق قمة مونفيسو.
- سيزار بيليا - (فيرتسيولو 1863 - ليبيا، 14 يونيو 1915) جندي إيطالي وضابط في فوج المشاة 63، حصل على ميدالية ذهبية وميدالية فضية لشجاعته العسكرية.
- جيوفاني فينتشنزو سيما - (فيرزولو، 22 يوليو 1893 - تورين، 5 يوليو 1968) صحفي إيطالي، وكاتب اختزال مشهور عالميًا ومبتكر نظام الاختزال الخاص به.
- Cesare Segre - (من مواليد 4 أبريل 1928 في فيرتسيولو، مقاطعة كونيو) هو عالم لغوي إيطالي، وسيميائي وناقد أدبي من أصل يهودي، وهو حاليًا مدير مركز أبحاث النصوص والتقاليد النصية في معهد الدراسات المتقدمة في بافيا (IUSS).
- فلافيو برياتور - (من مواليد 12 أبريل 1959 في فيرزولو) هو ممول، تنفيذي سابق لمجموعة بينيتون، مدير فريق بينيتون ورينو فورمولا 1، ورئيس كوينز بارك رينجرز إف سي.

## أنظر أيضاً
- قلعة فيرتسيولو

## روابط خارجية
- www.verzuolo.com